# Friedrich Plenisner
Friedrich Plenisner (en russe Фридрих (Федор) Христианович Плениснер, Friedrich Christianowitsch Plenisner), né en octobre 1711 à Riga et mort en 1778 à Saint-Pétersbourg, est un officier et explorateur germano-balte.
Il a participé et organisé plusieurs expéditions en Sibérie.

## Biographie
Orinaire du Courlande, il s'engage dans l'armée et sert de 1730 à 1735 comme caporal dans le régiment de cavalerie des Life Guards (Конный лейб-гвардии полк) à Saint-Pétersbourg. Il est alors exilé en Sibérie et, en 1737, commande l'artillerie du seul port russe du Pacifique à Okhotsk. En 1741, il participe à la deuxième expédition du Kamtchatka de Vitus Béring comme cartographe et dessinateur. Il atteint l'Alaska fin juillet 1741 sur le Saint-Pierre, navire amiral de l'expédition. Lors du voyage de retour, le navire est pris dans de violentes tempêtes et heurte un récif au large de l'île Béring. L' équipe, gravement atteinte par le scorbut y hiverne. Il y a de nombreux morts dont Béring qui meurt en décembre. Ce n'est que l'été suivant que les survivants ont pu traverser le Kamtchatka dans un bateau fabriqué à partir des restes du Saint-Pierre. Lors de l'expédition, Plenisner avait fait des croquis des côtes d'Okhotsk à Petropavlovsk et du golfe d'Alaska. Il avait également dessiné de nombreuses créatures marines. On pense que les seuls croquis originaux de la vache marine de Steller viennent de lui. En 1742 Plenisner est gracié et revient à Moscou.
De 1745 à 1759, il est officier dans un régiment d'infanterie iakoute. En 1761, il commande l'expédition à Anadyrsk en à la péninsule Tchouktche. La tâche de soumettre les Tchouktches dans l'Empire russe, lui est confié et de mettre fin à leurs querelles avec les Koryaks. Il est rejoint par Nikolaï Daourkine, un natif tchouktche qui a reçu une bonne éducation à Iakoutsk et a agi comme interprète et médiateur entre les cultures. En 1763, Plenisner lui-même entreprend une expédition le long du fleuve Anadyr jusqu'à son embouchure. Il participe également à l'organisation de l'expédition d' Ivan Sindt (mort en 1779) pour cartographier les côtes de l'Asie du Nord-Est et de l'Amérique du Nord-Ouest. De 1768 à1770, alors que Plenisner est déjà à la tête de l'Okroug du Kamtchatka , il envoie Daourkine aux Îles Medveji avec les arpenteurs I. Leontiev, I. Lysov et A. Pushkarev. Plenisner a réussi à recueillir de nombreuses informations provenant de sources fiables sur les îles du détroit de Béring et sur l'Alaska.
En 1772, Plenisner tombe en disgrâce. Il est accusé d'infidélité et de non-prévention de la variole, qui a ravagé le Kamtchatka en 1768. Il meurt dans la pauvreté à Saint-Pétersbourg en 1778.
Les Plenisner Hills dans la région de recensement de Valdez-Cordova en Alaska ont été nommés en son honneur.